# Deutscher Genealogentag

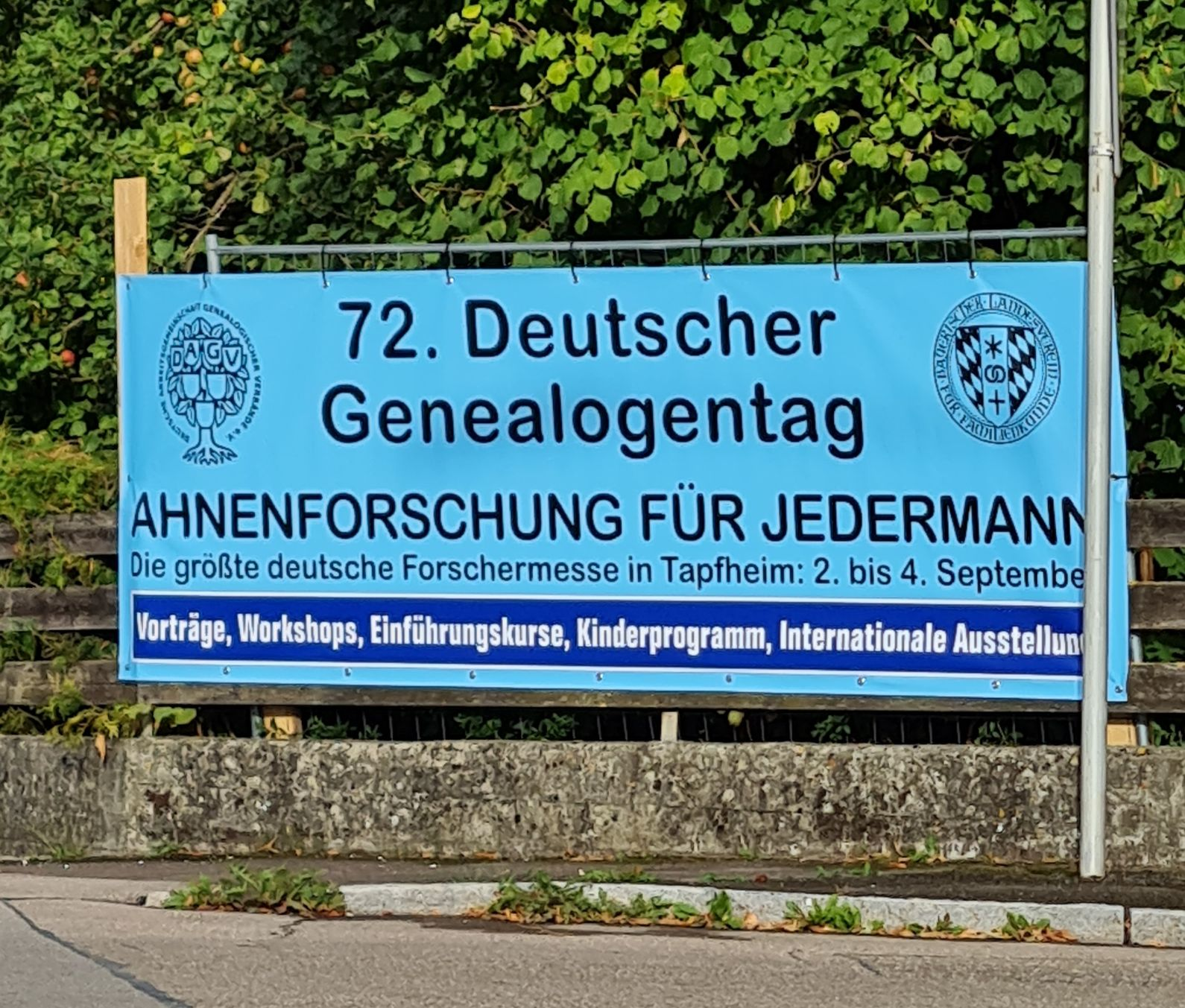
Plakat zum 72. Genealogentag in Tapfheim

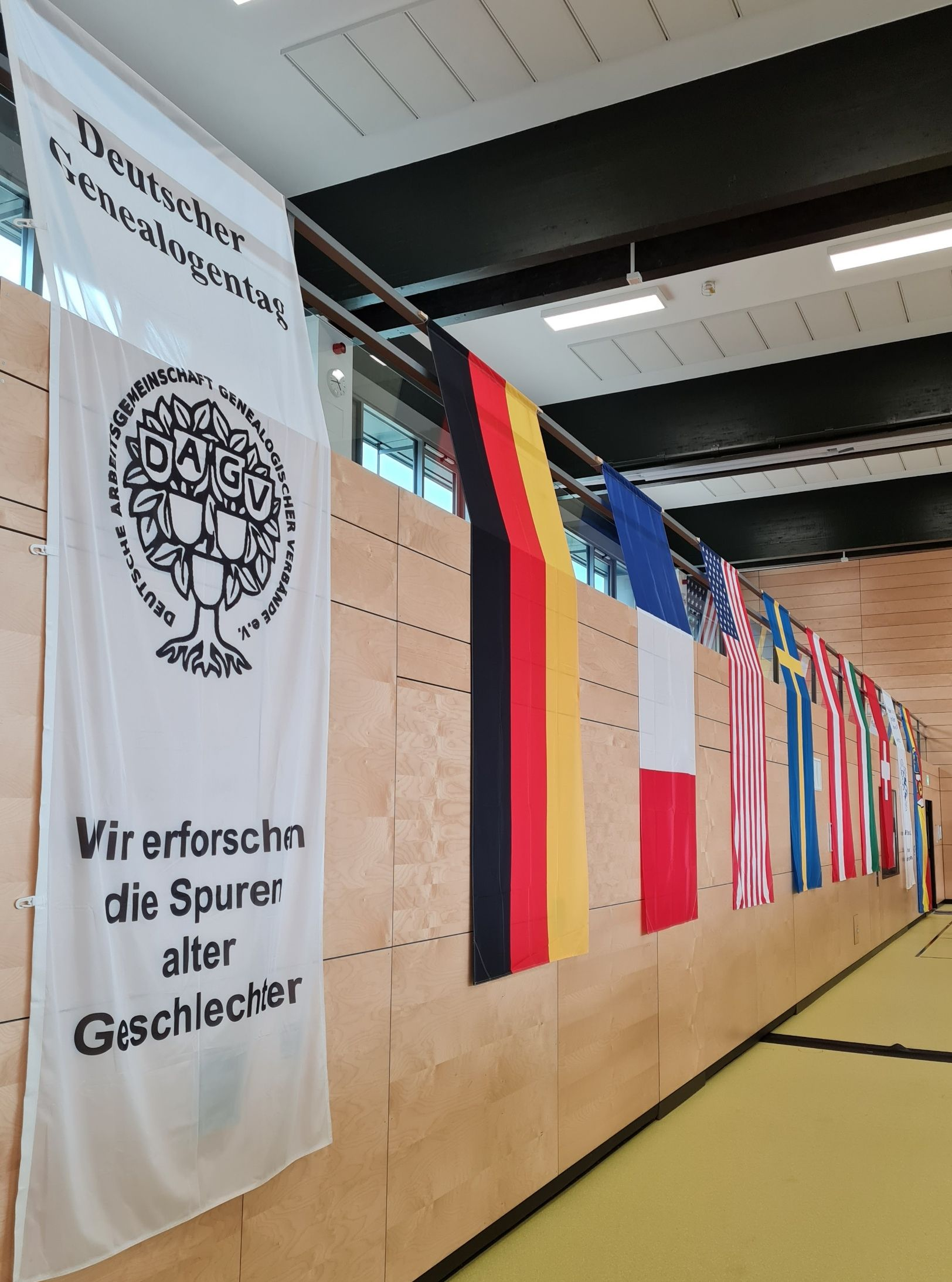
Flaggen der Teilnehmerländer auf dem 72. Genealogentag

Deutscher Genealogentag heißt eine jährliche Zusammenkunft deutscher Familienforscher, die von der Deutschen Arbeitsgemeinschaft genealogischer Verbände e. V. (DAGV) veranstaltet wird. Sie wird seit 1925 im jährlichen Wechsel jeweils von einem anderen Mitgliedsverein des Dachverbandes ausgerichtet und wird überwiegend in Deutschland, seltener in Österreich und der Schweiz abgehalten. Zwischen 1939 und 1949 fand kein Genealogentag statt.
Die nächsten Genealogentage sind:
- 75. Deutscher Genealogentag vom 26. bis 28. September 2025 in Frankfurt am Main, Ausrichter FamilySearch
- 76. Deutscher Genealogentag vom 25. bis 27. September 2026 in Göttingen, Ausrichter Genealogisch-Heraldischen Gesellschaft Göttingen (GHGG)[1]

Der 73. Genealogentag fand vom 27. bis 29. Oktober 2023 in Kleve statt. Über 900 Besucher kamen aus Deutschland und den Niederlanden in der Stadthalle Kleve zusammen. Ausrichter war die Familienkundliche Vereinigung für das Klever Land MOSAIK. Bei der Schlussveranstaltung wurden wieder verdiente Genealogen geehrt und der nächste Genealogentag vorgestellt. Nachwuchspreise der DAGV wurden erstmals auch an drei junge Forscher verliehen.
In den Jahren 2020 und 2021 fanden aufgrund der Corona-Pandemie keine Genealogentage statt.

## Vergangene Genealogentage
| Nr. | Datum                           | Ort                   | Motto                                                                         | Ausrichter                                                                           | Referenz |
| --- | ------------------------------- | --------------------- | ----------------------------------------------------------------------------- | ------------------------------------------------------------------------------------ | -------- |
| 74. | 25. – 27. Oktober 2024          | Berlin                |                                                                               | DAGV in Zusammenarbeit mit dem Dokumentationszentrum Flucht, Vertreibung, Versöhnung | [ 3 ]    |
| 73. | 27. – 29. Oktober 2023          | Kleve                 | Herzogtum Cleve – Grenzenlose Forschung.                                      | Familienkundliche Vereinigung für das Klever Land MOSAIK                             | [ 4 ]    |
| 72. | 2. – 4. September 2022          | Tapfheim              | Nordschwaben – Leben „im Krater“ und am großen Fluss.                         | Bayerischer Landesverein für Familienkunde                                           | [ 5 ]    |
| 71. | 13. – 15. September 2019        | Gotha                 | Von Gotha aus in die Zukunft der Genealogie.                                  | Arbeitsgemeinschaft Genealogie Thüringen (AGT)                                       | [ 6 ]    |
| 70. | 5. – 7. Oktober 2018            | Melle                 | Van Ossenbrugge in de wiete Welt, ein Wochenende für Familienforscher.        | Arbeitskreis Familienforschung Osnabrück (OSFA)                                      | [ 7 ]    |
| 69. | 22. – 25. September 2017        | Dresden               | Europa in unseren Wurzeln – Sachsen und seine Nachbarn.                       | Dresdner Verein für Genealogie (DVG)                                                 | [ 8 ]    |
| 68. | 30. September – 2. Oktober 2016 | Bregenz               | Am See forschen – den See erleben.                                            | Interessengemeinschaft Ahnenforscher Ländle (IGAL)                                   | [ 9 ]    |
| 67. | 2. – 4. Oktober 2015            | Gotha                 | 25 Jahre Deutsche Einheit – 25 Jahre grenzenlos forschen.                     | Arbeitsgemeinschaft Genealogie Thüringen (AGT)                                       | [ 10 ]   |
| 66. | 12. – 14. September 2014        | Kassel                | Auf den Spuren unserer Ahnen …                                                | Gesellschaft für Familienkunde in Kurhessen und Waldeck (GFKW)                       | [ 11 ]   |
| 65. | 27. – 29. September 2013        | Heidelberg            | Die Welt in Deutschland – Deutsche in der Welt.                               | DAGV mit Unterstützung von FamilySearch                                              | [ 12 ]   |
| 64. | 31. August – 3. September 2012  | Augsburg              | Augsburg – die geschichtsträchtige Stadt – prägend für Europa.                | Bayerischer Landesverein für Familienkunde (BLF)                                     | [ 10 ]   |
| 63. | 9. – 11. September 2011         | Erlangen              | Genealogie und Migration in wechselnder Heimat.                               | Genealogischen Kreis Siemens Erlangen                                                | [ 10 ]   |
| 62. | 17. – 20. September 2010        | Stralsund             | Wanderungsbewegungen im Ostseeraum.                                           | Verein Pommerscher Greif e. V.                                                       | [ 10 ]   |
| 61. | 11. – 14. September 2009        | Bielefeld             | Genealogie und Industriegeschichte.                                           | Verein für Computergenealogie (CompGen)                                              | [ 10 ]   |
| 60. | 10. – 13. Oktober 2008          | Bad Elster            | Grenzlandforschungen Böhmen–Franken–Vogtland. und Wo lebten unsere Vorfahren? | Arbeitsgemeinschaft für mitteldeutsche Familienforschung (AMF)                       | [ 10 ]   |
| 59. | 14. – 17. September 2007        | Ludwigshafen am Rhein | Ortsbezüge in der Genealogie                                                  | Gruppe Familien- und Wappenkunde (GFW) in der Stiftung Bahn-Sozialwerk (BSW)         | [ 10 ]   |

Weitere Genealogentage finden sich auf den Seiten der DAGV und GenWiki.